# Osiedle Białoboka
Osiedle profesora Stefana Białoboka – osiedle położone w środkowej części Kórnika, zajmuje obszar na południowy wschód od cmentarza parafialnego. Jego patronem jest prof. Stefan Białobok.